# Mrazovac
Mrazovac falu Bosznia-Hercegovinában, a Bosznia-hercegovinai Föderáció Una-Szanai kantonjában, Bužim községben.

## Fekvése
Bosznia-Hercegovina északnyugati részén, Bihácstól légvonalban 30, közúton 44 km-re északkeletre, Bužimtól légvonalbanés közúton 2 km-re keletre levő dombos, erdős területen fekszik. Területét számos patak és vízfolyás szeli át, köztük a legnagyobbak a Kapetanovac, Džormes és Skakavac, valamint Bužimnica és Čava több dombot és magaslatot zár közre, amelyeken a falu házai találhatók.

## Népessége
| Nemzetiségi csoport | Népesség 1991 | Népesség 2013 |
| ------------------- | ------------- | ------------- |
| Szerb               | 2             | 0             |
| Bosnyák             | 3130          | 3620          |
| Horvát              | 0             | 0             |
| Jugoszláv           | 4             | 0             |
| Egyéb               | 13            | 33            |
| Összesen            | 3149          | 3653          |

## Története
Mrazovacot a történelmi források már a középkorban említik. A mai település a bužimi vár helyőrségi telepéből alakult ki mintegy kétszáz évvel ezelőtt. Maga a hely neve a fagyot jelentő szláv főnévhez (mraz) kötődik. A néhány éve felfedezett Šabića Brdo ősi erődjének maradványai ma is megtalálhatók. A vár létesítésének idejéről és funkciójáról azonban nincs információ.
Mrazovac 1995-ben kapta meg a helyi közösség státuszt, miután elválasztották Bužimtól. A falu ma a következő településrészekből áll: Biljeg, Suljadžići, Mulalići, Bajrići, Sejdići, Šekića Dolovi, Kapetanovac és Šabića Brdo. Mrazovac központi részét egy széles aszfaltút köti össze Bužimmal, amely 2009-ben épült. Ezt az utat eredetileg 1983-ban építették és később kiszélesítették.
A település lakosságának nagy része ma a Prokop muszlim gyülekezethez tartozik, amelyet 1998-ban alapítottak, ugyanabban az évben, amikor a mecset épült. A település jelentősebb épületei közül a mecset mellett érdemes megemlíteni a helyi iskolát és művelődési házat.

## Nevezetességei
- Késő középkori templom maradványai a Crkvina nevű helyen. Az alapfala alapján a keletelt templom 13 méter hosszúságú és 10 méter szélességű volt.[5]